# Gustavo Villapalos Salas
Gustavo Villapalos Salas, (Madrid, 15 d'octubre de 1949 - 15 de juny de 2021) fou un jurista espanyol.

## Trajectòria
Va estudiar en els jesuïtes de Chamartín de Madrid i es llicencià en dret i geografia i història a la Universitat Complutense de Madrid. Ha estat Catedràtic d'Història del Dret i de les Institucions en la Facultat de Dret de la Universitat Complutense de Madrid des de 1976 amb 26 anys. Director del mateix departament en el qual ostenta la Càtedra des de 1981 fins a 1984, va passar a ser Degà de la Facultat des d'aquest mateix any fins a 1987 per posteriorment ser investit Magnífic Rector de la Universitat Complutense des de 1987 fins a 1995.
Com a rector, el 20 de desembre de 1993 signà un conveni amb l'arquebisbe de Madrid Ángel Suquía amb l'objectiu de mantenir oratoris catòlics a la universitat i afavorir la creació de noves capelles.
Va ser nomenat Conseller d'Educació, Cultura i Esports de la Comunitat de Madrid des de 1995 fins a 2001 durant el govern de Alberto Ruiz-Gallardón (PP).
Adscrit a posicions ultracatòliques i en l'òrbita dels Legionaris de Crist, s'ha destacat el seu paper, primer com a rector de la UCM, i després com a conseller responsable d'Educació en el govern autonòmic, per a afavorir que aquesta congregació es fera amb el control de la Universitat Francisco de Vitoria, originalment un centre adscrit a la UCM creat el 1993.
Tingué un paper rellevant en l'aparició de l'anticatalanisme al País Valencià, conegut com a blaverisme. De fet hom diu que els que idearen aquest moviment foren ell, Juan Ferrando Badía i Fernando Abril Martorell, en una reunió en petit comité que tingueren a Madrid. Com a prova d'agraïment del blaverisme de la ciutat de València, el nomenaren Acadèmic d'Honor de la Reial Acadèmia de Cultura Valenciana.

## Càrrecs i honors
- El 1997 és nomenat Acadèmic de nombre de la Reial Acadèmia de Jurisprudència i Legislació.
- President i Acadèmic de Numero de la Reial Acadèmia de Doctors d'Espanya el 1993.
- Doctor “Honoris causa” de les següents universitats: Universitat de Lisboa, Universitat París XIII, Universitat de Bratislava, Universitat Carolina de Praga, Universitat Saint Louis (Missouri), Universitat Nacional Autònoma de Mèxic i de la Universitat de la Plata (Argentina).
- Rector Honorari de la Universitat Complutense de Madrid.
- President de la Fundació Universitària Espanyola.
- Acadèmic d'Honor de la Reial Acadèmia de Cultura Valenciana.

## Obres
- G. Villapalos y E. San Miguel, Momentos decisivos en la Historia de España, Ed. Planeta, 2006
- G. Villapalos y E. San Miguel, Enseñanzas de Cine, Ed. Voz de papel, Madrid, 2005
- G. Villapalos, et alii, el destino de los embriones congelados, Ed. FUE, Madrid, 2003
- G. Villapalos, Fernando V de Castilla, los Estados del Rey Católico, (1474-1516). Ed. El Olmedo, Valladolid, 1998
- G. Villapalos y L. López Quintás, El libro de los valores, Ed. Planeta, Barcelona 1998
- G. Villapalos, Justicia y Monarquía, Madrid, 1997
- G. Villapalos, El concepto de norma fundamental, Real Academia de Doctores, Madrid, 1993
- G. Villapalos, Los recursos en materia administrativa en Indias en los siglos XVI y XVII. Notas para su estudio. Ed. INEJ, Madrid, 1976
- A. García Gallo y G. Villapalos, Las expositiones nominum legalium y los vocabularios jurídicos medievales, Madrid, 1974
- G. Villapalos, Los recursos contra los actos de gobierno en la Baja Edad Media, Ed. U. Complutense, Madrid, 1974
- G. Villapalos y J. Iturmendi Morales, Apuntes para una historiografía de Aparisi y Guijarro, Sevilla, 1973